# Nephodia subbrunnea
Nephodia subbrunnea är en fjärilsart som beskrevs av W. Warren 1905. Nephodia subbrunnea ingår i släktet Nephodia och familjen mätare. Inga underarter finns listade i Catalogue of Life.